# Lední hokej na spartakiádě národů SSSR
Lední hokej na spartakiádě národů SSSR se hrál celkem šestkrát. V programu chyběl pouze na 3. zimní spartakiádě národů SSSR v roce 1974. Celkem pětkrát vyhrála reprezentace Moskvy a jednou Běloruska. Na prvním ročníku nebyla žádná věková omezení pro hráče. Na dalších turnajích hráli junioři, když se jejich věkové omezení v průběhu času měnilo. V roce 1982 proběhly turnaje ve dvou věkových kategoriích.

## Přehled turnajů
| Rok  | Kategorie | Města                         | Počet družstev | 1. místo      | 2. místo           | 3. místo           | 4. místo         | 5. místo     | 6. místo           |
| ---- | --------- | ----------------------------- | -------------- | ------------- | ------------------ | ------------------ | ---------------- | ------------ | ------------------ |
| 1962 | Open      | Sverdlovsk                    | 12             | Moskva        | RSFSR              | Leningrad          | Ukrajinská SSR   | Kazašská SSR | Běloruská SSR      |
| 1966 | U20       | Gorkij                        | 13             | Moskva        | Sverdlovská oblast | Kemerlovská oblast | Permská oblast   | Leningrad    | Běloruská SSR      |
| 1978 | U17       | Pervouralsk                   | 16             | Moskva        | Penzenská oblast   | Sverdlovská oblast | Leningrad        | Omská oblast | Kujbyševská oblast |
| 1982 | U18       | Toljatti, Čeljabinsk, Norilsk | 22             | Moskva        | Sverdlovská oblast | Moskevská oblast   | Kazašská SSR     | Leningrad    | Běloruská SSR      |
| 1982 | U16       | Norilsk                       | 16             | Běloruská SSR | Baškirská ASSR     | Moskva             | Moskevská oblast | Leningrad    | Gorkovská oblast   |
| 1986 | U18       | Krasnojarsk                   | 14             | Běloruská SSR | Baškirská ASSR     | Sverdlovská oblast | Ukrajinská SSR   | Lotyšská SSR | Moskva             |
| 1990 | U21       | Kyjev                         | 8              | Moskva        | Ukrajinská SSR     | Běloruská SSR      | RSFSR (Ural)     | RSFSR        | Leningrad          |

## Přehled účastí

### Účast jednotlivých družstev
| Země                | 1962 | 1966 | 1978 | 1982 | 1986 | 1990 |
| ------------------- | ---- | ---- | ---- | ---- | ---- | ---- |
| Moskva              | 1    | 1    | 1    | 1    | 6    | 1    |
| Běloruská SSR       | 6    | 6    | 10   | 6    | 1    | 3    |
| RSFSR               | 2    | Ne   | Ne   | Ne   | Ne   | 5    |
| Sverdlovská oblast  | Ne   | 2    | 3    | 2    | 3    | Ne   |
| Penzenská oblast    | Ne   | 8    | 2    | 19   | Ne   | Ne   |
| Baškirská ASSR      | Ne   | Ne   | 14   | 18   | 2    | Ne   |
| Ukrajinská SSR      | 4    | Ne   | 7    | 10   | 4    | 2    |
| Leningrad           | 3    | 5    | 4    | 5    | 11   | 6    |
| Kemerovská oblast   | Ne   | 3    | Ne   | Ne   | Ne   | Ne   |
| Moskevská oblast    | Ne   | 7    | Ne   | 3    | Ne   | Ne   |
| Permská oblast      | Ne   | 4    | Ne   | 19   | 12   | Ne   |
| Kazašská SSR        | 5    | 11   | 9    | 4    | 9    | 7    |
| RSFSR "Ural"        | Ne   | Ne   | Ne   | Ne   | Ne   | 4    |
| Omská oblast        | Ne   | Ne   | 5    | Ne   | Ne   | Ne   |
| Lotyšská SSR        | 7    | 9    | 13   | 13   | 5    | 8    |
| Kujbyševská oblast  | Ne   | Ne   | 6    | 12   | Ne   | Ne   |
| Novosibirská oblast | Ne   | Ne   | 8    | 7    | Ne   | Ne   |
| Saratovská oblast   | Ne   | Ne   | Ne   | 23   | 7    | Ne   |
| Estonská SSR        | 8    | Ne   | 12   | 14   | Ne   | Ne   |
| Čeljabinská oblast  | Ne   | Ne   | Ne   | 8    | Ne   | Ne   |
| Gorkovská oblast    | Ne   | Ne   | Ne   | 9    | 8    | Ne   |
| Litevská SSR        | 9    | 12   | 16   | 16   | Ne   | Ne   |
| Gruzínská SSR       | 10   | Ne   | Ne   | Ne   | Ne   | Ne   |
| Tatarská ASSR       | Ne   | 10   | 11   | 17   | Ne   | Ne   |
| Lipecká oblast      | Ne   | Ne   | Ne   | Ne   | 10   | Ne   |
| Kyrgyzská SSR       | 11   | Ne   | Ne   | Ne   | Ne   | Ne   |
| Krasnojarský kraj   | Ne   | Ne   | Ne   | 11   | 14   | Ne   |
| Arménská SSR        | 12   | Ne   | Ne   | Ne   | Ne   | Ne   |
| Magadanská oblast   | Ne   | 13   | Ne   | Ne   | Ne   | Ne   |
| Uzbecká SSR         | Ne   | Ne   | 15   | 15   | 13   | Ne   |
| Murmanská oblast    | Ne   | Ne   | Ne   | 21   | Ne   | Ne   |
| Vologodská oblast   | Ne   | Ne   | Ne   | 21   | Ne   | Ne   |
| Vorněžská oblast    | Ne   | Ne   | Ne   | 23   | Ne   | Ne   |